# Morten Petersen
Morten Petersen (født 27. maj 1978) er en dansk tidligere fodboldspiller. Hans primære position på banen var i den centrale forsvarskæde.

## Karriere
Efter konkursen med Lyngby FC i 2001 skiftede Morten til den skotske klub Livingston FC, hvorefter turen gik til AGF. Han vendte tilbage til Lyngby i 2005, og har siden været med til at sikre oprykning til 1. division og SAS Ligaen i både 2007 og senest 2010.
Morten Petersens kontrakt udløb med De Kongeblå den 1. januar 2011, hvorefter han indstillede karrieren.